# Anna Luptáková
Anna Luptáková (4. února 1922 - 1993), byla slovenská a československá politička a poúnorová bezpartijní poslankyně Národního shromáždění ČSSR a Sněmovny lidu Federálního shromáždění za normalizace.

## Biografie
Ve volbách roku 1960 byla zvolena do Národního shromáždění ČSSR za Východoslovenský kraj jako bezpartijní kandidátka. Mandát obhájila ve volbách v roce 1964. V Národním shromáždění zasedala až do konce volebního období parlamentu v roce 1968. K roku 1968 se profesně uvádí jako zástupkyně ředitele ZDŠ z obvodu Košice-východ.
Po federalizaci Československa usedla roku 1969 do Sněmovny lidu Federálního shromáždění (volební obvod Košice-východ). V parlamentu setrvala do konce volebního období, tedy do voleb roku 1971.